# Fribytterdrømme (rockgruppe)
Fribytterdrømme er et dansk rockband fra København, der eksisterede fra 2011-2023. Bandets navn er taget fra den danske digter og forfatter Tom Kristensens debutdigtsamling Fribytterdrømme fra 1920. Bandet spillede sin afskedskoncert På Hotel Cecil 24. november 2023.

## Medlemmer
- Tobias Smith Agger (2011 - 2023) - orgel, keyboards
- Lau Ingemann Vinther Pedersen (2011 - 2023) - vokal, guitar, keyboards
- Felix Corrigan Suneson (2011 - 2023) - trommer, percussion, keyboards
- Simon Arendal Jørgensen (2011 - 2020)
- Alexander Mahaffy (2018 - 2020)
- Gabriele Amatulli (2012 - 2016)
- Tor Amdisen (2011 - 2018)
- Thure Spang Andersson (2011 - 2020)

## Diskografi

### Album
- Labyrintens farver (Tabu Records, 2015)
- Superego (Tabu Records, 2017)
- Skin (Tabu Records, 2019)
- Ikke bange for at dø, men rædselsslagen for at miste livet (Tabu Records, 2021)

### EP
- Fribytterdrømmen (Tabu Records, 2015)
- Radio Edit EP (Tabu Records, 2016)
- Menneskejagten (2022)

### Singler
- Jeg graver huller i mørket / Tag noget (Levitation Records, 2014)
- Verden ender for dine fødder (Tabu Records, 2017)
- Hallusignaler feat. Rasmus Yde (Tabu Records, 2018)
- Egodød (Tabu Records, 2018)
- Det skinnende feat. Lydmor (Tabu Records, 2019)
- Morgenstjerner (Tabu Records, 2021)
- Se hun har solen som kronen på hovedet (Tabu Records, 2021)
- Drømmesyn (2022)
- Sport (2022)
- Kronede Dage (2023)